# Bushisme
Pour la politique étrangère de G. W. Bush, voir Doctrine Bush.

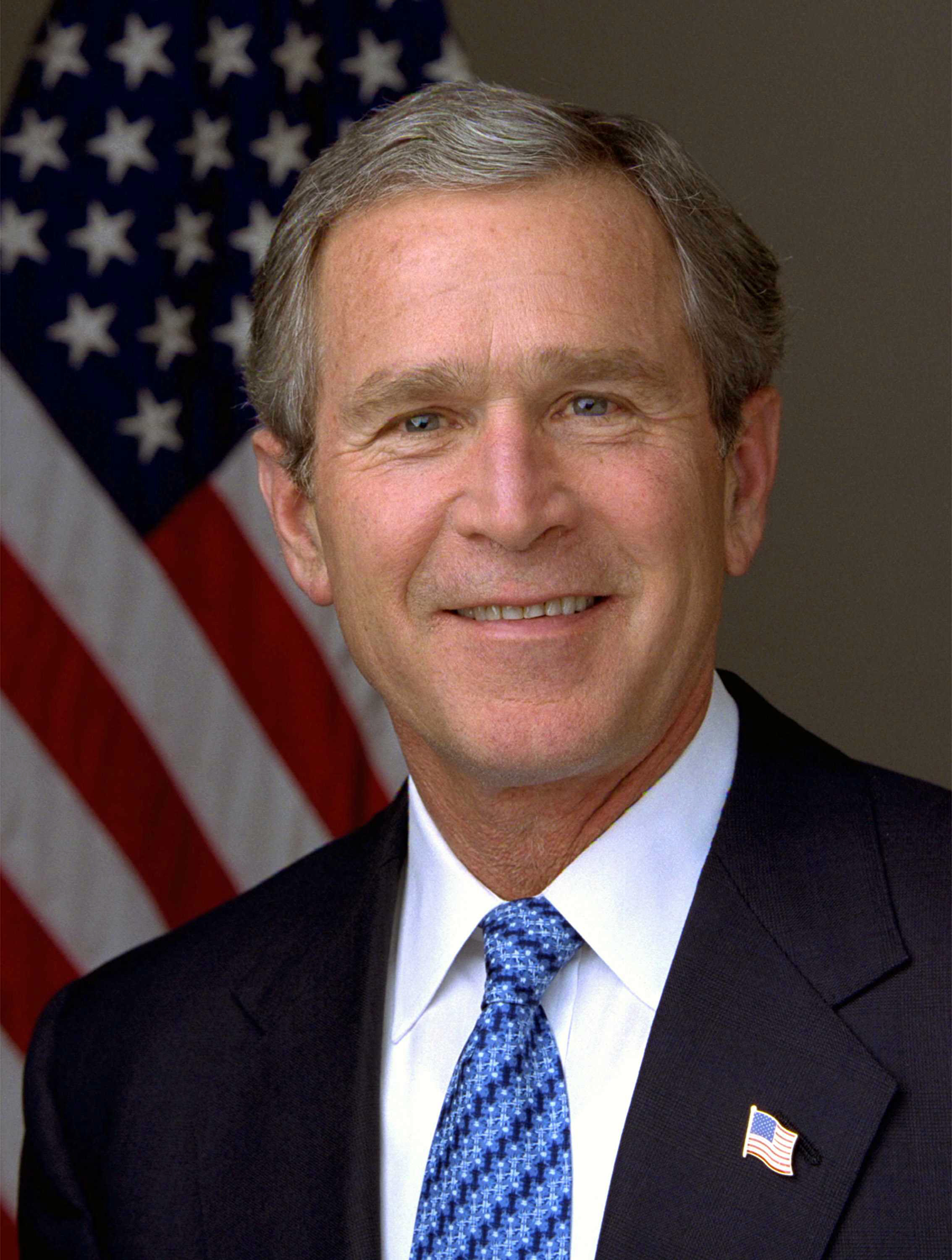
Portrait de George W. Bush.

Un bushisme est une formule incorrecte relevée dans le discours de l'ancien président des États-Unis George W. Bush quand celui-ci les prononçait en public et de manière involontaire. Ces erreurs sont bien souvent comiques, car elles sont mises en parallèle avec le sérieux de sa fonction.
Il s'agit de l'adaptation en français du mot anglais bushism. En français, le terme de « busherie » est également employé, à cause du jeu de mots avec « boucherie ».
Selon Mark Crispin Miller, professeur de communication à la New York University, ces distorsions de langage étaient particulièrement grossières lorsque le président ne disait pas la vérité, ou quand il cherchait à faire preuve de compassion ; alors que lorsqu'il croyait à ce qu'il disait, il parlait parfaitement bien.

## Caractéristiques
L'utilisation par George W. Bush de tournures grammaticales incorrectes présente quelques caractéristiques.
1. La construction de néologismes tels que :
  - « tacular »[2],[3],[4] : un mot constitué de tactical et nucular, le premier signifiant « tactique » et le second étant une déformation de nuclear, « nucléaire » ;
  - « misunderestimated »[5] : construit à partir de misunderstood (incompris) et underestimated (sous-estimé).
2. L'inversion de syllabes : « mexed missages » (pour mixed messages) ou « terriers and bariffs » (au lieu de barriers and tariffs)[6].
3. L'utilisation de mots dont la prononciation est proche (paronymes, paronomases), mais qui :
  - sont inappropriés, comme « nucular power pants » (pantalon d'énergie « nuculaire ») au lieu de nuclear power plants (centrale nucléaire)[7] ;
  - modifient complètement le sens de la phrase : « devaluation » (dévaluation) au lieu de deflation (déflation)[8].
4. La mise au pluriel ou l'ajout d'article devant des termes courants : 
  - « suiciders »[9]
  - « Internets » ou « The Internet »[10],[11]
  - « The Google »[12].
5. Des tournures redondantes ou étranges :  « We had a chance to visit with Teresa Nelson who's a parent, and a mom or a dad. »[13], ce qu'on peut traduire par « Nous avons eu l'occasion de rendre visite à Teresa Nelson qui est un parent, et une mère ou un père ».
6. Le changement de sujet en cours de phrase : « I am here to make an announcement that this Thursday, ticket counters and airplanes will fly out of Ronald Reagan Airport. »[14], c'est-à-dire : « Je suis ici pour faire l'annonce que ce jeudi, les comptoirs de billetterie et les avions s'envoleront de l'aéroport Ronald Reagan. ».
7. Une syntaxe incorrecte, avec déplacement de l'ordre des mots : « give my chance a plan to work »[15] qui signifie « donnez à ma chance un plan de marcher ».

## Exemples
« Bien sûr que je connais l'Europe. Je regarde la télévision quand même. J'en suis absolument fan ! »

« Je pense que nous sommes d'accord : le passé n'est plus. »

« Nous sommes prêts pour tout événement imprévu qui pourrait ne pas se produire. »

« Je sais que les humains et les poissons peuvent coexister pacifiquement. »

« La plupart de nos importations viennent de l’étranger. »

« Si nous ne réussissons pas, nous courons le risque d'échouer »